# Grewia multiflora
Espèce
Classification phylogénétique
Grewia multiflora est une espèce de plantes à fleurs de la famille des Tiliaceae selon la classification classique, ou de celle des Malvaceae selon la classification phylogénétique.
Elle est originaire d'Asie tropicale et d'Océanie :  Chine, Inde, Indonésie, Malaisie, Birmanie, Népal, Pakistan et Australie.
Ce sont des arbustes ou de petits arbres.

## Synonymes
- Grewia didyma Roxb. ex G.Don
- Grewia disperma Rottler ex Spreng.
- Grewia glabra Blume
- Grewia guazumifolia Juss.
- Grewia jinghongensis Y.Y.Qian
- Grewia serrulata DC.